# Orlište
Orlište je naseljeno mjesto u općini Konjic, Federacija Bosne i Hercegovine, BiH.

## Stanovništvo

### 1991.
Nacionalni sastav stanovništva 1991. godine, bio je sljedeći:
ukupno: 22
- Hrvati – 22

### 2013.
Na popisu 2013. godine bilo je bez stanovnika.

## Povijest
Postrojbe Armije BiH izvršile su napad na selo Orlište 23. ožujka 1993. Selo je opljačkano a potom spaljeno. Iako nije pružen nikakav otpor tom prilikom je s leđa ubijen pripadnik HVO-a Branko Kostić te još troje civila, od kojih jedna nepokretna starica. Ostali stanovnici sela su uspjeli pobjeći u susjedno selo Obrenovac. 
Žrtve zločina su:
- Ivan Kostić rođen. 1907. god., starac, civil, strijeljan u vlastitoj kući
- Janja Kostić rođena 1913. god., starica, ubijena ispred staje koja je zatim zapaljena zajedno sa stokom
- Anđa Kostić, rođena 1923. god., nepokretna starica
- Branko Kostić rođen 1937. god., pripadnik HVO-a, prostrijeljen rafalom u leđa i glavu

## Vanjske poveznice
- Satelitska snimka  Arhivirana inačica izvorne stranice od 4. ožujka 2021. (Wayback Machine)